# Yves Thériault
Yves Thériault OC (* 27. November 1915 in Québec, Kanada; † 20. Oktober 1983 in Rawdon) war ein kanadischer Autor und einer der bekanntesten und produktivsten Romanciers, Erzähler und Dramatiker Québecs. Er schrieb in Quebecer Französisch.

## Leben
Thériault wuchs in der Stadt Quebec auf. Er arbeitete unter anderem als Trapper, Lkw-Fahrer, Radioansager und Journalist und für das National Film Board of Canada in Ottawa. 1944 veröffentlichte er einen ersten Roman und war Mitglied des P.E.N. in Kanada.
Als einer der ersten Autoren setzte er in seinem literarischen Werk den Minderheiten Kanadas ein Denkmal:
- den Juden in Aaron (1954)
- den Indianern in Ashini (1960)
- den Eskimos in der Trilogie Agakuk (1958), Tayaout, fils d'Agakuk (1969) und Agoak, l'héritage d'Agakuk (1975).

Agakuk ist in einer aufwändigen Produktion verfilmt worden.
Thériault war Mitglied der Canadian Authors Association CAA, des Internationalen P.E.N.-Clubs, des Syndicat national des Écrivains de France, der Société des Gens de Lettres (Paris), der Société des écrivains canadiens und der Société des auteurs Dramatiques.

## Ehrungen
1975 wurde er „for being one of the most prolific writers and best-known novelists in Canada“ Offizier des Order of Canada.
Er erhielt ferner den „Prix France-Canada“ und den Governor General’s Award for Fiction.

## Werke (Auswahl)
- Contes pour un homme seul. 1944. Zwölf Kurzgeschichten[2]
  - Einzelerz., Übers. Christina Kniebusch: Das Tier im Bauch. In: Gute Wanderschaft, mein Bruder. St. Benno Verlag, 1986 (Bête-de-ventre)
  - Einzelerz., Übers. Walter E. Riedel: Gottes Qual. In: Kanadische Erzähler der Gegenwart. Manesse Verlag, 1967, S. 171–180 (L'angoisse de Dieu)
  - Einzelerz., ders. Übers.: Jeanette. Ebd. S. 163–170 (La Jeanette) (über den Ehrenmord eines Vaters an seiner unehelich schwangeren Tochter, zugleich sein Selbstmord)
  - Einzelerz., ders. Übers.: Die tönende Blume. In: Moderne Erzähler der Welt. Kanada. Hg. Riedel. Edition Erdmann, 1976, S. 87–92; wieder in: Kanada erzählt. Hg. Stefana Sabrin. Fischer TB 10930, Frankfurt 1992, S. 129–134 (La fleur qui faisait un son, aus Contes...)
- Ashini. Roman, 1960
- La Fille laide. Roman, 1950
- Le Dompteur d'ours. Roman, 1951
- Les Vendeurs du temple. Roman, 1951
- Aaron. Roman, 1954
- Agakuk. Roman, 1958
  - Übers. Madelaine Jean: Agaguk. Roman einer Eskimo-Ehe. Herbig, Berlin-Grunewald 1960. Mehrfache Neuaufl.; leicht gekürzt in: Reader’s Digest Auswahlbücher, 396, 1996, S. 422–582.
  - dies. Übers.: Agaguk. Vorw. Ernst Bartsch. Nachw. Heinz Israel. Reclam, Leipzig 1979
  - dies. Übers.: Auf dem Gipfel der Erde. Roman über das Leben und die Abenteuer der Eskimos. Bastei-Lübbe, Bergisch Gladbach 1999
- Tayaout, fils d'Agakuk. Roman, 1969
- La Rose de pierre, Histoires d'Amour. Erzählungen, 1964
  - Einzelerz., Übers. Thorgerd Schücker: Das Wolltuch. In: Die weite Reise: Kanadische Erzählungen und Kurzgeschichten. Verlag Volk und Welt, Berlin 1974, S. 212–228 (La fichu de laine)
- Agoak, l'héritage d'Agakuk. Roman, 1975
- Moi, Pierre Huneau. Erzählung, 1976
- Übers. Bernhard Thieme: Der Terrorist. Kurzgeschichte, in: Reise nach Kanada. Geschichten fürs Handgepäck. Unionsverlag, Zürich 2010; zuerst in Erkundungen. Verlag Volk und Welt, Berlin 1986 (Le terroriste; kanad. Erstausg. in der Zeitschrift "Digeste-Éclair",  Distributions Éclaire, Montréal 1981)
- L'Herbe de tendresse, récits. Erzählungen. VLB éditeur, Montréal 1983[3]